# بخش مرکزی شهرستان بافت
بخش مرکزی شهرستان بافت یکی از بخش‌های شهرستان بافت در استان کرمان(پهناورترین استان ایران).  ایران است.

## تقسیمات کشوری
- بخش مرکزی شهرستان بافت
  - شهر بزنجان
  - دهستان خبر (بافت)
  - دهستان دشتاب
  - دهستان دهسرد
  - دهستان فتح آباد
  - دهستان کیسکان
  - دهستان گوغر

شهرها: بافت و بزنجان

## جمعیت
بنابر سرشماری مرکز آمار ایران، جمعیت بخش مرکزی شهرستان بافت در سال ۱۳۸۵ برابر با ۷۰۶۰۳ نفر بوده است.